# جيل جاكيه
جِيْل جاكْيِه (بالفرنسية: Gilles Jacquier)‏ صحفي فرنسي الجنسية (ولد في 25 أكتوبر 1968 إيفيان، فرنسا - توفي في 11 يناير 2012 حمص، سوريا) وهو مراسل قناة فرانس 2، قُتل أثناء تغطيته لأحداث الانتفاضة السورية 2011-2012.

## السيرة الذاتية

### نشأته وشبابه
قضى طفولته في برنيه (بالفرنسية: Bernex)‏ بإقليم سافوا العليا، حيث مارس التزلج على الجليد والتحق بمدرسة رياضية في شاموني حيث درس السينما، ولمّا اعتزل هواية التزلّج في سنّ العشرين، توجّه إلى العمل الصحفي.

### العمل المهني
بدأ «جيل» حياته المهنية في سنة 1989 مصوّرًا صحفيًّا مع القناة الثامنة المحلية. انضمّ إلى شبكة تلفزيون فرنسا سنة 1991 وعمل في منطقته لصالح غرفة الأخبار الوطنية لقناة فرنسا 3 ابتداءً من 1994. كان من كبار المراسلين لقناة فرنسا 2 بين عامي 1999 و2006، وغطّى خلال هذه الفترة حرب العراق وحرب أفغانستان وحرب كوسوفو، كما غطّى الصراع الفلسطيني وأصيب بجروح خلال تغطيته في نابلس سنة 2002. عمل «جاكيه» أيضًا لفقرة «مبعوث خاص» (بالفرنسية: Envoyé spécial)‏. وهو حاصل على جوائز وامتيازات عديدة.

## مقتله
قتل في حي عكرمة بحمص يوم 11 يناير 2012 بقذيفة هاون من عيار 81 مع سبعة أشخاص آخرين لدى استهداف مسلحي المعارضة لمسيرة مؤيدة للنظام، وكان متواجد هناك مع وفد دخل البلاد رسميًا، لتصوير تقرير لفقرته «مبعوث خاص» وهو أوّل صحفي غربي يُقتل خلال تغطية الاحتجاجات السورية 2011.

### حياته الشخصية
رفيقته كارولين بوارو وهي مصورة صحفية أيضًا لديهم بنتان توأم، ولدتا سنة 2010.